# Visite canonique
Une visite canonique est un terme générique désignant une pratique ancienne dans l'Église catholique qui consiste pour des supérieurs ecclésiaux à se rendre auprès de diocèses ou de communautés religieuses pour les inspecter afin d'y maintenir la discipline et la foi ou pour les amender quand des abus sont signalés. 

## Historique
Au Ier siècle, les épîtres dans lesquelles Paul de Tarse adresse des encouragements et des remontrances aux premières communautés chrétiennes qu'il rencontre, peuvent être lues comme la première trace des visites canoniques, telles qu'elles ont été codifiées par la suite notamment par le Concile de Trente au XVIe siècle, :

« Les patriarches, primats, métropolitains et évêques ne manqueront pas de visiter leurs diocèses respectifs soit personnellement, soit, s'ils sont légalement empêchés, par leur vicaire général ou visiteur. S'ils ne peuvent, en raison de son étendue, faire la visite annuelle de tout le diocèse, ils en visiteront au moins la plus grande partie, de sorte que le tout soit achevé en deux ans, soit par eux-mêmes soit par leurs visiteurs. [...] le but principal de toutes les visites sera de conduire à une doctrine saine et orthodoxe, en bannissant les hérésies ; de maintenir de bonnes mœurs et de corriger celles qui sont mauvaises ; d'animer le peuple, par des exhortations et des remontrances, à la religion, à la paix et à la pureté ; et d'établir tout ce que la prudence des visiteurs jugera utile aux fidèles, selon ce que permettront le temps, le lieu et l'occasion. »

## Présentation
On distingue les visites ordinaires des visites extraordinaires. Les premières correspondent à des visites périodiques effectuées par un supérieur hiérarchique pour veiller au bon fonctionnement des communautés chrétiennes. Les secondes se déroulent à la demande de l'autorité de tutelle lorsque des difficultés ou des dérives sont signalées,,.

### Visite pastorale et canonique

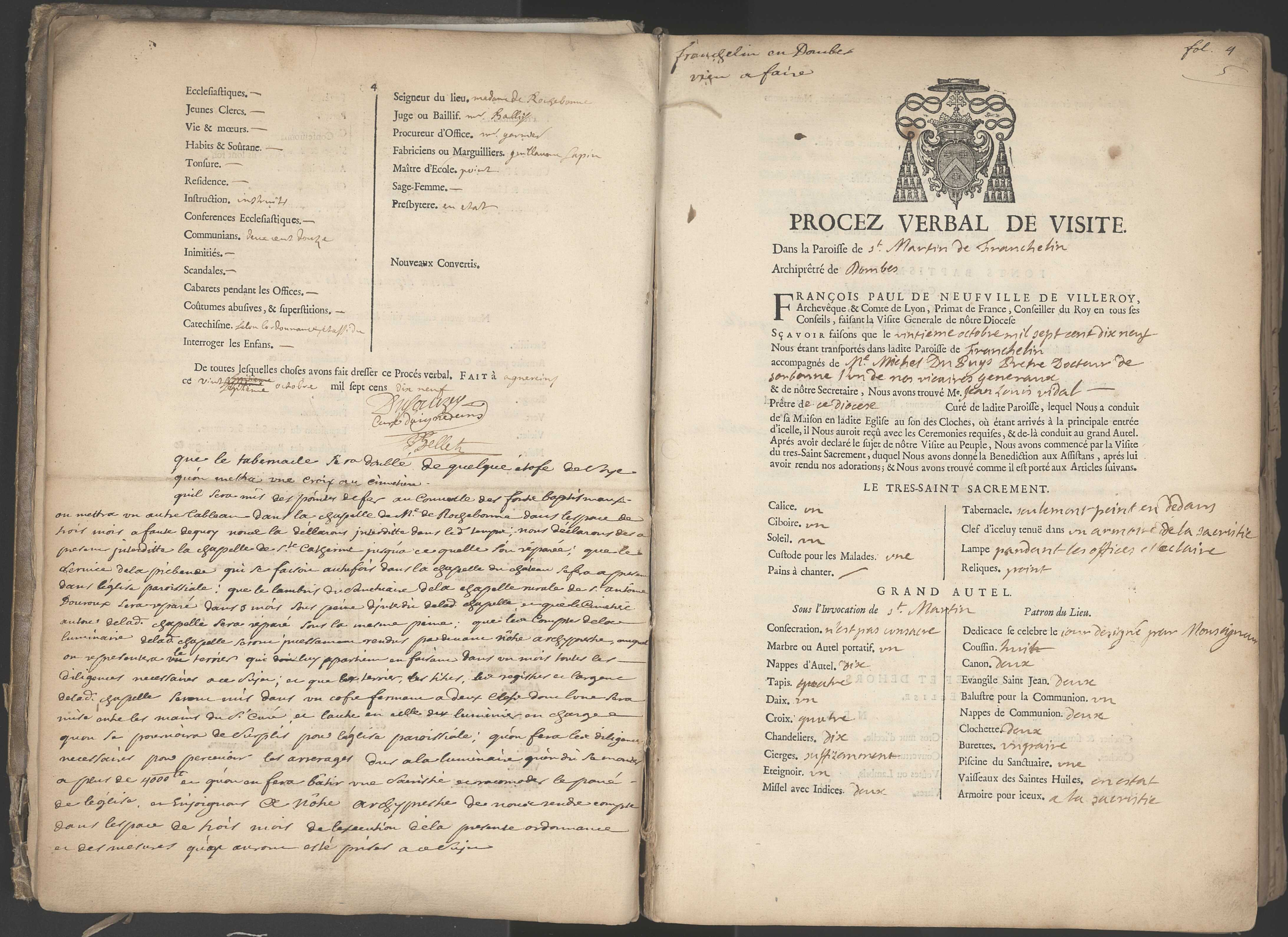
Un exemple de visite pastorale : l'archevêque de Lyon à Saint-Martin-de-Franchelin dans l'Ain (1719).

La visite pastorale est une visite ordinaire, traditionnellement celle d'un évêque qui va à la rencontre des paroisses de son diocèse afin de veiller à leur bonne administration, y compris matérielle, d'affermir son lien avec le clergé et les laïcs, de les encourager et de soutenir leurs efforts dans l'évangélisation,,. Ces visites existent de longue date : on en a conservé des exemples dans les registres d'Eudes Rigaud, archevêque de Rouen et conseiller de Louis IX, pour les années 1248-1270
[source secondaire souhaitée]. 
De la même façon, des communautés religieuses locales peuvent être visitées par des supérieurs de l'ordre ou de l'institut religieux dont elles dépendent. Dans le cas de communautés religieuses on parle de visites canoniques,.
Pastorales ou canoniques, ces visites sont aussi destinées à maintenir une communauté de foi avec l'Eglise et de veiller à la discipline afin de prévenir les abus.

### Visite apostolique
La visite apostolique est une visite extraordinaire assurée par une autorité extérieure à la communauté.  Il s'agit d' « une initiative exceptionnelle du Saint-Siège qui consiste à envoyer un ou plusieurs visiteurs pour évaluer un institut ecclésiastique tel qu'un séminaire, un diocèse ou un institut religieux. Les visites apostoliques ont pour but d'aider l'institut en question à améliorer la manière dont il exerce sa fonction dans la vie de l'Église. »
C'est le cas lorsque l'autorité romaine reçoit des plaintes relatives à des problèmes de gouvernance, de dérives sectaires ou d’abus sexuels,.
Dans le cas de la visite apostolique d'un diocèse, cette mission est assurée par un évêque, en fonction ou émérite. Pour une communauté religieuse, deux visiteurs sont le plus souvent désignés.
Le ou les visiteurs apostoliques sont nommés par décret pour une mission précise et temporaire par le dicastère compétent, selon qu'il s'agit d'un institut religieux, d'un diocèse ou d'une association de fidèles,. Il écoute l'ensemble des membres de la communauté qu'il visite et adresse un rapport au Saint-Siège dans lequel il peut préconiser des mesures disciplinaires,.

## Visites apostoliques récentes
Faisant suite aux scandales d'abus sexuels sur mineurs en 2002, 117 évêques et supérieurs de séminaires ont effectué aux États-Unis une visite apostolique dans 156 séminaires et maisons de formation en 2005 et 2006.
Afin de découvrir pourquoi les vocations ont diminué de manière drastique au cours des quarante dernières années, la Congrégation pour les instituts de vie consacrée a procédé en 2009 à une visite apostolique des instituts religieux féminins des États-Unis. L'étude a été achevée en 2011.
En 2009, le Vatican a ordonné une visite apostolique des Légionnaires du Christ à la suite de révélations d'abus sexuels commis par le fondateur, Marcial Maciel Degollado,.
En mai 2015, une visite apostolique a été diligentée auprès des religieuses de la Famille monastique de Bethléem, de l'Assomption de la Vierge et de saint Bruno.

## Lectures complémentaires
- (en) Gregory N. Smith, The Canonical Visitation of Parishes: History, Law, and Contemporary Concerns, Gregorian University Press, 25 juin 2007 (ISBN 978-88-7839-123-9)